# Manuel José Pérez
Manuel José Pérez (Cidade do Panamá, 13 de dezembro de 1837 - 28 de setembro de 1895) foi um jurista e poeta romântico panamenho.
Pertencente a primeira promoção poética de escritores do ístmo panamenho, que surge antes da conexão a Colombia, escrevia no período do romantismo que aconteceu na segunda metade do século XIX.
A aparição em 1888 da obra, em prosa e verso, Ensaios morais, políticos e literários constituem o livro literário mais antigo editado no Panamá.